# PowerMapper
PowerMapper یک خزنده وب است که به‌صورت خودکار با استفاده از تصویر بندانگشتی هر صفحه وب، نقشه وبگاه یک وب‌سایت را ایجاد می‌کند.

## انواع سبک‌های نقشه
یک نقشه وبگاه فهرست جامعی از صفحه‌های موجود در دامنه یک وب‌سایت است. این نقشه می‌تواند سه هدف اصلی را دنبال کند: ارائه فهرست‌های ساختاریافته برای خزنده‌های وب مانند موتورهای جستجو، کمک به طراحان در مرحله برنامه‌ریزی وب‌سایت، و ارائه فهرست‌های قابل مشاهده برای انسان که معمولاً به‌صورت سلسله‌مراتبی است.
نقشه وبگاه را می‌توان در سبک‌های گوناگونی به نمایش گذاشت. برخی سبک‌ها برای هر صفحه تصویر بندانگشتی نشان می‌دهند و برخی دیگر تنها از متن استفاده می‌کنند.
سبک‌های نقشه شامل موارد زیر است:
- Electrum – یک سبک نقشه بندانگشتی ساده
- Electrum 2.0 – گونه‌ای از سبک Electrum که برای وب‌سایت‌های بزرگ‌تر بهتر عمل می‌کند
- Isometric – یک سبک نقشه بندانگشتی با استفاده از پرسپکتیو ایزومتریک سه‌بعدی کاذب
- Page Cloud – یک سبک نقشه بندانگشتی با خوشه‌بندی صفحه‌ها در اَبرهای سه‌بعدی
- Skyscrapers – نمایشی انتزاعی از صفحه‌ها به شکل بلوک‌های شهری
- Thumb Tree – یک سبک سلسله‌مراتبی نقشه بندانگشتی
- نقشه جداول – یک فهرست متنی ساده از صفحه‌ها در قالب جدول
- جدول موضوعات – یک فهرست متنی ساده از صفحه‌ها
- نمایش درختی – یک فهرست گسترش‌پذیر از صفحه‌ها به‌صورت فهرست مطالب
- همچنین می‌توان نقشه‌های وبگاه را در قالب نقشه‌های وبگاه اکس‌ام‌ال استخراج کرد تا توسط موتورهای جستجوی گوگل، یاهو و بینگ استفاده شود.